# Medusas hår (novell)
Medusas hår (Medusa's Coil) är en novell av den amerikanske författaren H.P. Lovecraft som spökskrevs i maj till augusti 1930 på ett utkast av den amerikanska novellisten Zealia Bishop. Den kom inte ut under Lovecrafts levnad utan publicerades först två år efter hans bortgång, i januariupplagan 1939 av den amerikanska science fiction- och skräcktidskriften Weird Tales.
På svenska utgavs novellen 2013 av Hastur förlag i novellsamlingen Medusas hår och andra skräckberättelser. Översättningen är gjord av Martin Andersson och Jonas Wessel.

## Handling[1]
Berättaren är ute och kör i Cape Girardeau, Missouri, men kör vilse. Han kommer till en nedgången plantage, där den kvarvarande bosättaren är en utmärglad gammal man, Antoine de Russy. Berättaren erbjuds att sova över och de Russy börjar berätta om plantagen, som han en gång ärvde av sin farfar. Bilden av en mystik kult och hur plantagen gick mot sin katastrof tecknas sakta fram.

## Bakgrund
Novellen var en av tre som Lovecraft skrev åt Bishop. De andra var Yigs förbannelse (originaltitel The Curse of Yig) och De underjordiska (The Mound). Medusas hår skrevs på ett utkast från Bishop och höll originalidén tämligen troget. Den har kommit att ses som ett platt fall i förhållande till Lovecrafts båda andra omskrivningar åt Bishop, kanske just för att han behöll grundidéerna så pass uttalat. Den refuserades först av Weird Tales och publicerades sedan efter en omskrivning och förkortning av August Derleth. Precis som De underjordiska utkom den i originalversion först 1989 i en samling av spökskrivna Lovecraft-noveller, The Horror in the Museum and Other Revisions.

## Mottagande
Novellen utmärks av en utpräglad rasism, särskilt i det slutliga avslöjandena, som ska utgöra den kulminerande skräckfyllda avslöjandet. Rasismen kan ha funnits där redan i Bishops originalutkast, till vilket Lovecraft lagt till sina beskrivningar om Cthulhu-kulten.
När August Derleth publicerade novellen i en antologi 1944 ändrade han den avslutande meningen i ett försök att mildra rasismen.